# Seaman
Seaman è un comune degli Stati Uniti d'America, situato nello Stato dell'Ohio, nella contea di Adams.